# Rathen
Rathen és un municipi situat al districte de Sächsische Schweiz-Osterzgebirge, a l'estat federat de Saxònia, Alemanya. a una altitud de 112 metres. La seva població el 2023 era de 342 habitants i la seva densitat de població de 97 hab/km². Situat a la riba del riu Elba, als peus de la muntanya Bastei, disposa d'un balneari termal.